# Троицкая церковь «Кулич и Пасха»
Храм Святой Троицы «Кулич и Пасха» (Тро́ицкая церковь) — приходской православный храм в Невском районе Санкт-Петербурга. Относится к Невскому благочинию Санкт-Петербургской епархии Русской православной церкви. Построена в стиле русского классицизма в 1785—1790 годах по проекту архитектора Николая Львова.
Настоятелем храма в 1973-2018 годах был протоиерей Виктор Голубев, с 2018 г. и вплоть до своей кончины 10 июня 2023 г. занимавший пост почётного настоятеля храма.

## История

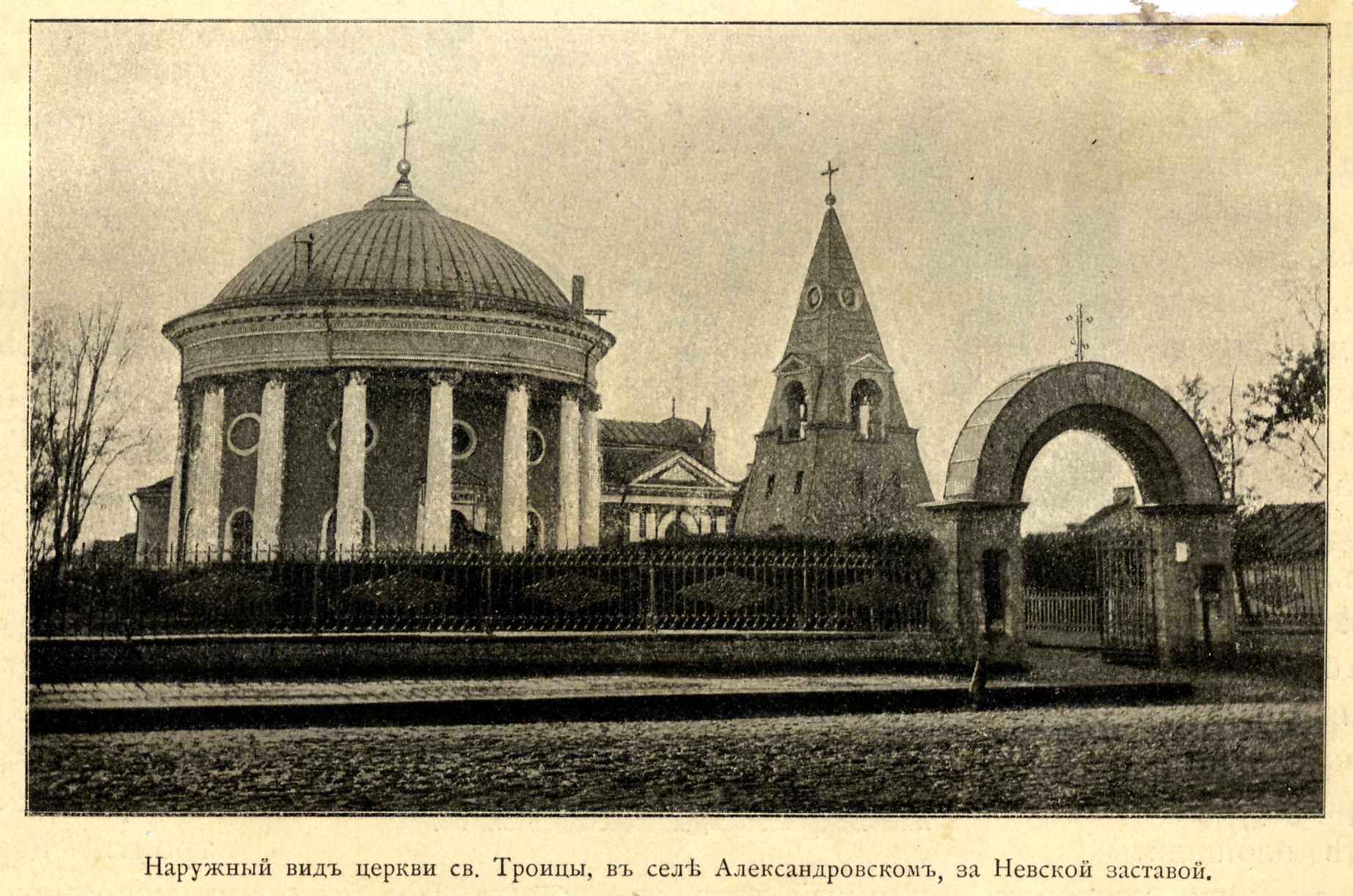
Фотография 1900-х годов

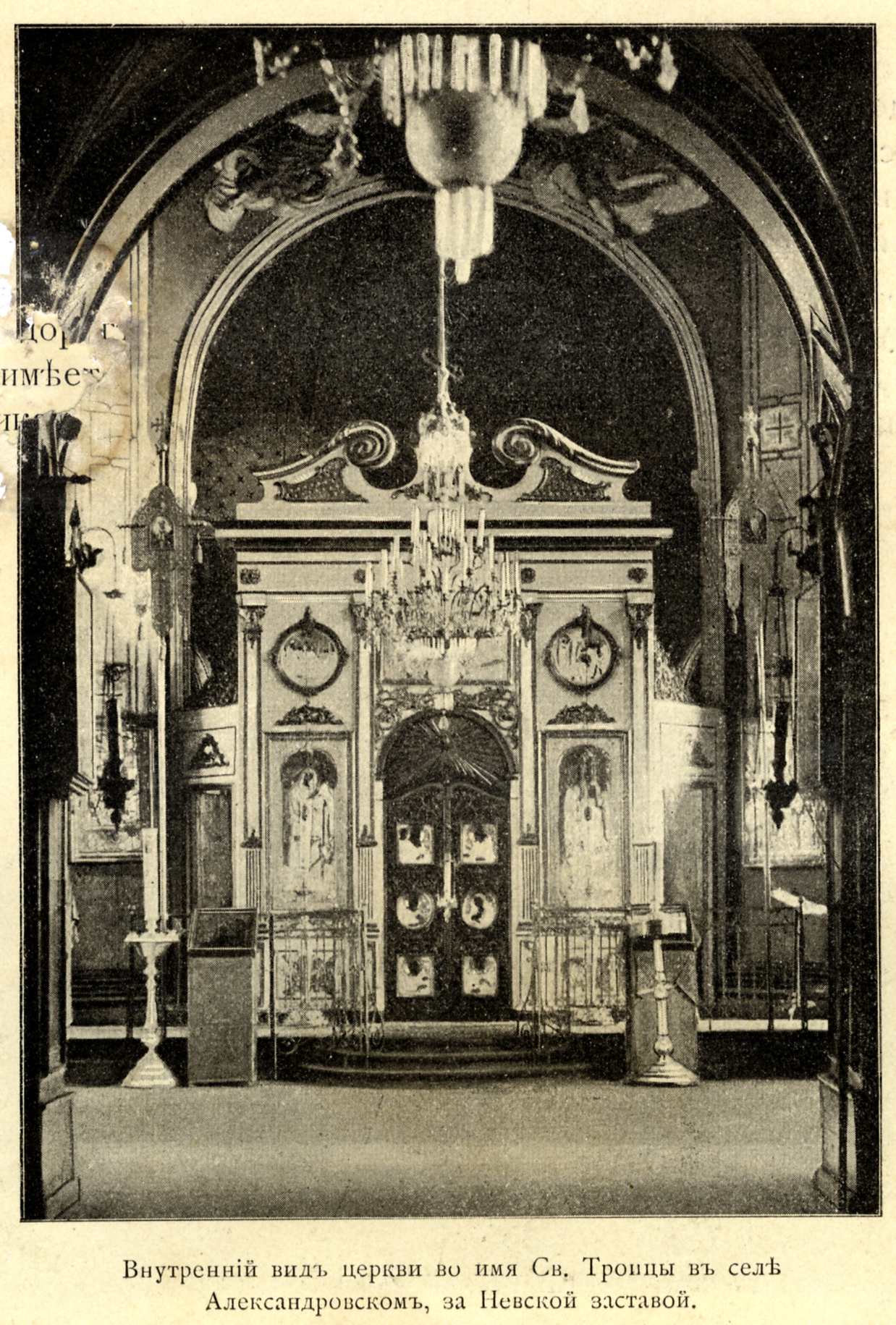
Интерьер. Фотография 1900-х годов

Церковь Святой Троицы известна под названием «Кулич и пасха», которое дано ей по архитектурному решению — ансамбль церкви выполнен в форме пасхальных блюд — кулича и пасхи. Идея придать постройке форму кулича и пасхи принадлежит заказчику строительства генерал-прокурору Александру Вяземскому, владельцу села Александровского, места возведения церкви. С архитектурно-композиционной точки зрения необычная для русского искусства форма колокольни воспроизводит Пирамиду Цестия в Риме. Она создана, по мнению многих историков архитектуры, под впечатлением от поездки архитектора Львова по Италии в 1781 году. Точно так же круглую в плане церковь связывают с круглыми храмами Весты в Риме и в Тиволи, которые изучал и зарисовывал архитектор Львов. Итальянские прототипы были известны также русским архитекторам по гравюрам Джованни Пиранези и А. Парбони.
Несмотря на всю свою оригинальность храм, построенный как усадебный, оказался неудобен для богослужений в качестве приходского. Для увеличения площади храма в 1858 году к входной части был пристроен притвор, а к алтарной — тамбур.
В 1874 году в этой церкви крестили будущего Верховного правителя России адмирала Александра Колчака.
Документ о его рождении свидетельствует:

…в метрической 1874 года книге Троицкой церкви с. Александровского Санкт-Петербургского уезда под № 50 показано:
Морской артиллерии у штабс-капитана Василия Ивановича Колчак и законной жены его Ольги Ильиничны Колчак, обоих православных и первобрачных, сын Александр родился 4 ноября, а крещён 15 декабря 1874 года. Восприемниками его были: штабс-капитан морской Александр Иванович Колчак и вдова коллежского секретаря Дарья Филипповна Иванова.

### В советское время
Церковь была одним из немногих храмов Ленинграда, долгое время функционировавших в советское время (до Большого террора). 10 октября 1937 года её настоятель протоиерей Леонид Дьяконов был арестован и 5 декабря расстрелян. В марте 1938 года церковь была закрыта и стала использоваться под клуб. При этом всё её убранство было уничтожено; в том числе бесследно пропала икона Святой Троицы, бывшая на протяжении многих лет главной святыней храма (эта икона была пожертвована крестьянами села Александровского в 1824 году). Через восемь лет, 17 апреля 1946 года, церковь вновь открылась для богослужений. (Разрешение на её открытие было получено в ноябре 1945 года, клир назначен 10 декабря 1945 года). Торжественное освящение храма совершил 1 июня митрополит Ленинградский и Новгородский Григорий. Все святыни, ныне хранящиеся в церкви, собраны из других храмов. Так, синий с золотом иконостас середины XVIII века был передан из Благовещенской церкви на Васильевском острове, из находившегося на хорах этой церкви придела во имя Зачатия Иоанна Предтечи.

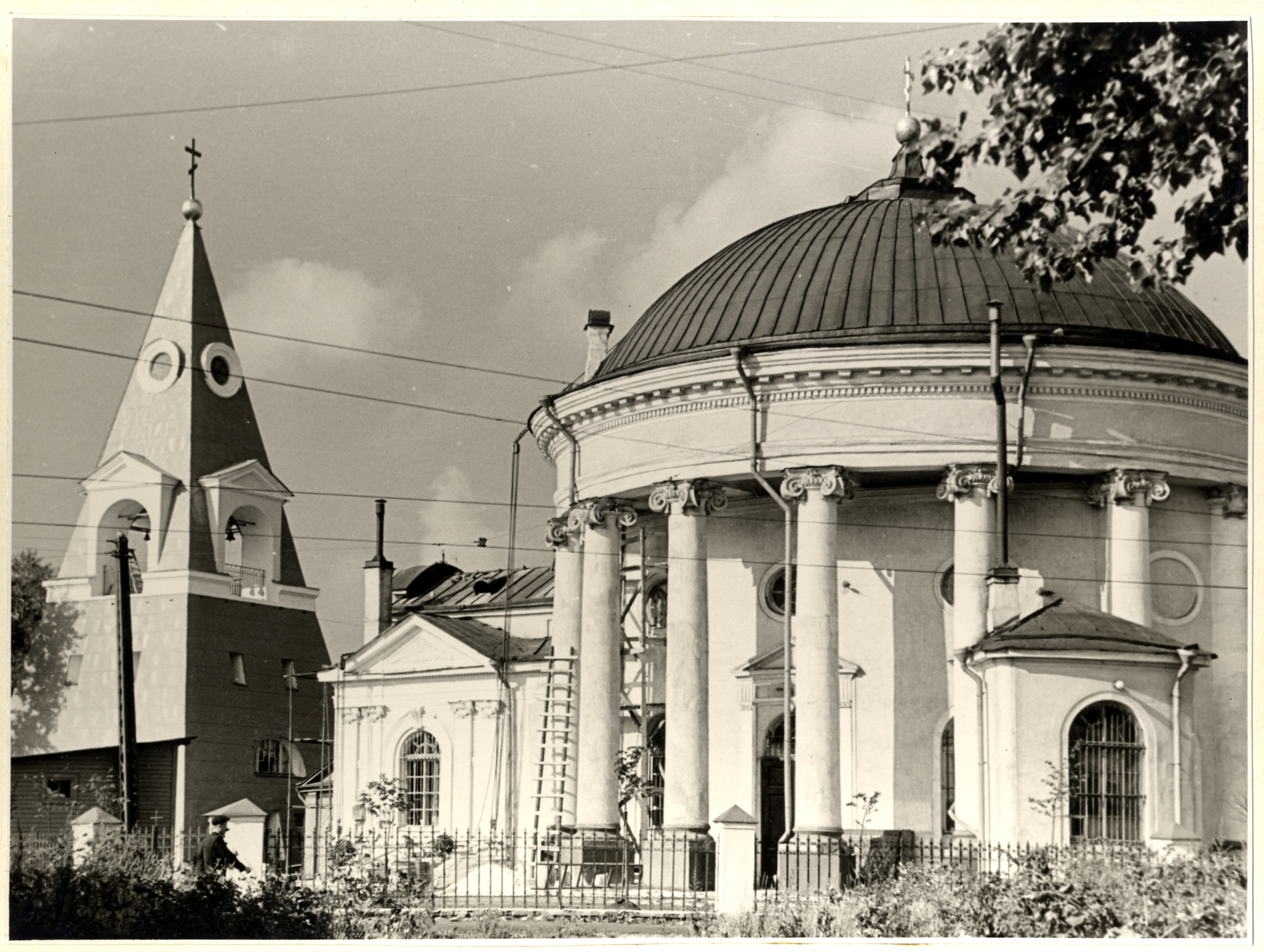
Фотография 1960-х годов

В настоящее время в храме находится особо чтимый образ Божией Матери «Всех скорбящих Радость» (с грошиками), который был принесён частными лицами, хранившими его после закрытия в 1932 году храма, созданной в честь в честь этой иконы недалеко от бывшего Стеклянного завода на Неве, где она находилась до уничтожения этого храма в 1934 году .
Находящаяся на левом клиросе икона святителя Николая Чудотворца (также особо почитаемая), ранее находившаяся в Никольской кладбищенской церкви города Колпино, была передана в храм в декабре 1947 года жительницами Колпино сёстрами Пискарёвыми, у которых она хранилась в годы войны. 13 декабря 2013 года эта икона была перевезена в колпинский Троицкий собор, где с этого времени и находится в киоте, с южной стороны от алтаря.

### Настоятели

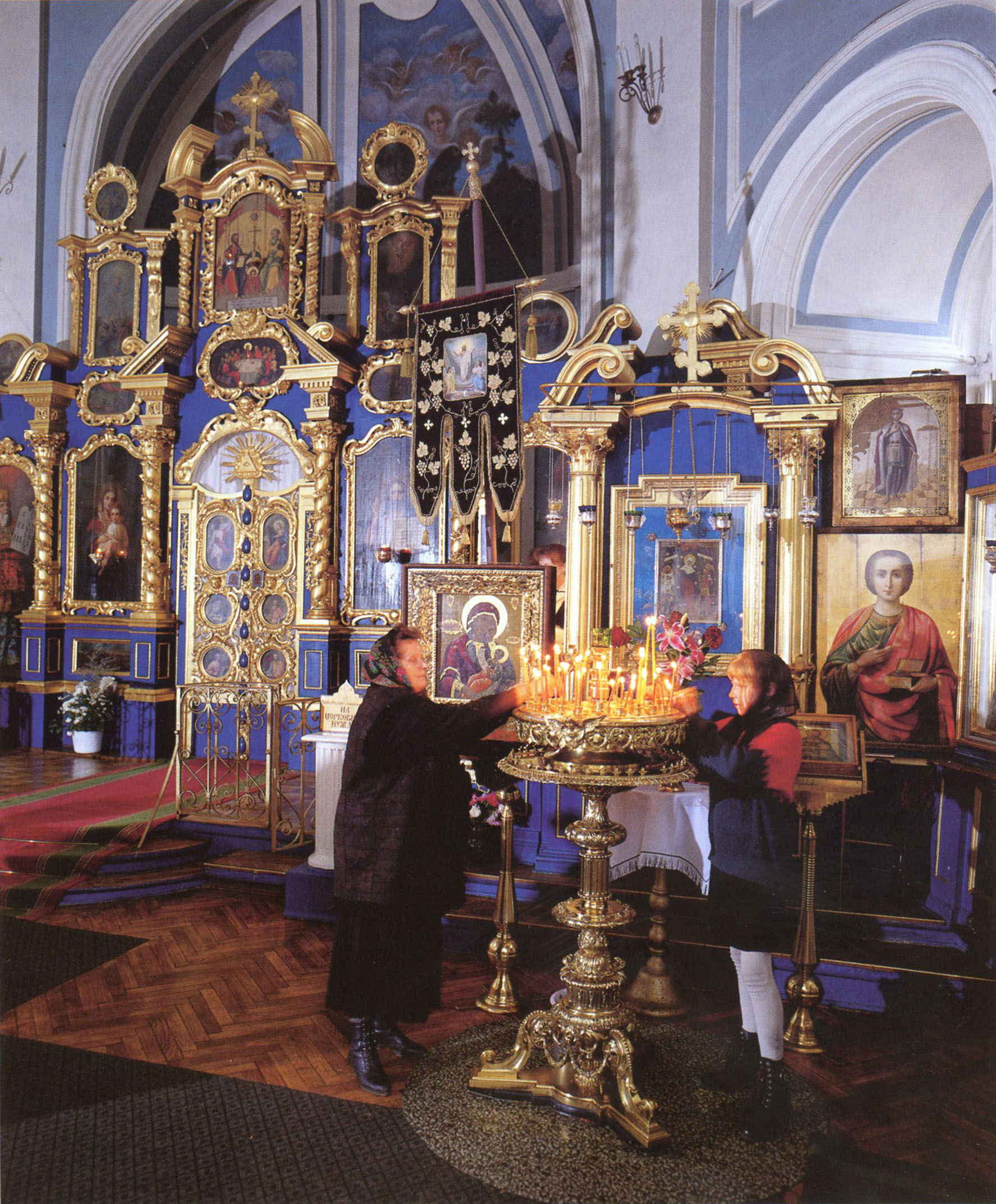
Интерьер церкви

| Настоятели                                            | Настоятели                                        |
| Даты                                                  | Настоятель                                        |
| ----------------------------------------------------- | ------------------------------------------------- |
| 1790—…                                                | священник Феодор Антонов                          |
| …—1806                                                | священник Илия Петров                             |
| 1806—1810                                             | священник Михаил Добронравин                      |
| …—1822                                                | священник Никита Орловский                        |
| 1822—1828                                             | священник Пётр Виноградов                         |
| …—1835                                                | священник Смирнов                                 |
| 1835?—1851                                            | священник Матвей Цветков                          |
| … — октябрь 1872                                      | священник Павел Стрелинский (ок. 1822—1872)       |
| декабрь 1872 — 24 марта 1911                          | протоиерей Василий Китаев (1835—1911)             |
| 25 апреля 1911 — 29 сентября 1915                     | священник Иоанн Колесников                        |
| 29 сентября 1915—1917                                 | протоиерей Николай Клериков                       |
| 1919—1924                                             | протоиерей Владимир Базарянинов (1874—после 1934) |
| 1924—1928                                             | протоиерей Михаил Вертоградский (1887—после 1934) |
| 1935 — 19 февраля 1936                                | протоиерей Василий Спиридонов (1869—1942)         |
| 22 июля 1936 — арестован 10 октября 1937              | протоиерей Леонид Дьяконов (1878—1937)            |
| 1938—1946                                             | храм не действовал                                |
| 10 декабря 1945 — 28 апреля 1947                      | протоиерей Филофей Поляков (1893—1958)            |
| 28 апреля 1947 — 14 февраля 1948                      | протоиерей Николай Ломакин (1890—1965)            |
| 20 февраля 1948 — 28 декабря 1949                     | протоиерей Иоанн Птицын (1891—1964)               |
| 28 декабря 1949 — 24 января 1952                      | протоиерей Модест Лавров (1875—1967)              |
| 12 января 1952 — 9 октября 1963                       | протоиерей Феодор Цыбулькин (1913—1990-е)         |
| 9 октября 1963 — 20 декабря 1973                      | протоиерей Андрей Крылов (1893—1983)              |
| декабрь 1973 — 2018 (почётный настоятель в 2018-2023) | протоиерей Виктор Голубев (1930-2023)             |

## Архитектура
Сама церковь, имитирующая кулич, представляет собой ротонду с колоннадой из 16-ти колонн ионического ордера, поддерживающих антаблемент. Венчается низким куполом без подкупольного барабана. Наружные стены выкрашены в жёлто-коричневатый «петербургский» цвет, купол — в зелёный. На втором ярусе устроены овальные окна, верхняя часть стен завершается фризом. Купол увенчан яблоком с крестом. Из-за отсутствия подкупольного барабана алтарная часть храма слабо освещена; кроме того, усиливается иллюзия размеров здания — изнутри оно выглядит гораздо больше, чем снаружи. В интерьере стены круглого зала окрашены в голубой цвет и декорированы пилястрами коринфского ордера, над алтарной апсидой — фигуры парящих ангелов. Голубой купол, имитируя небо, создаёт ощущение лёгкости и воздушности.

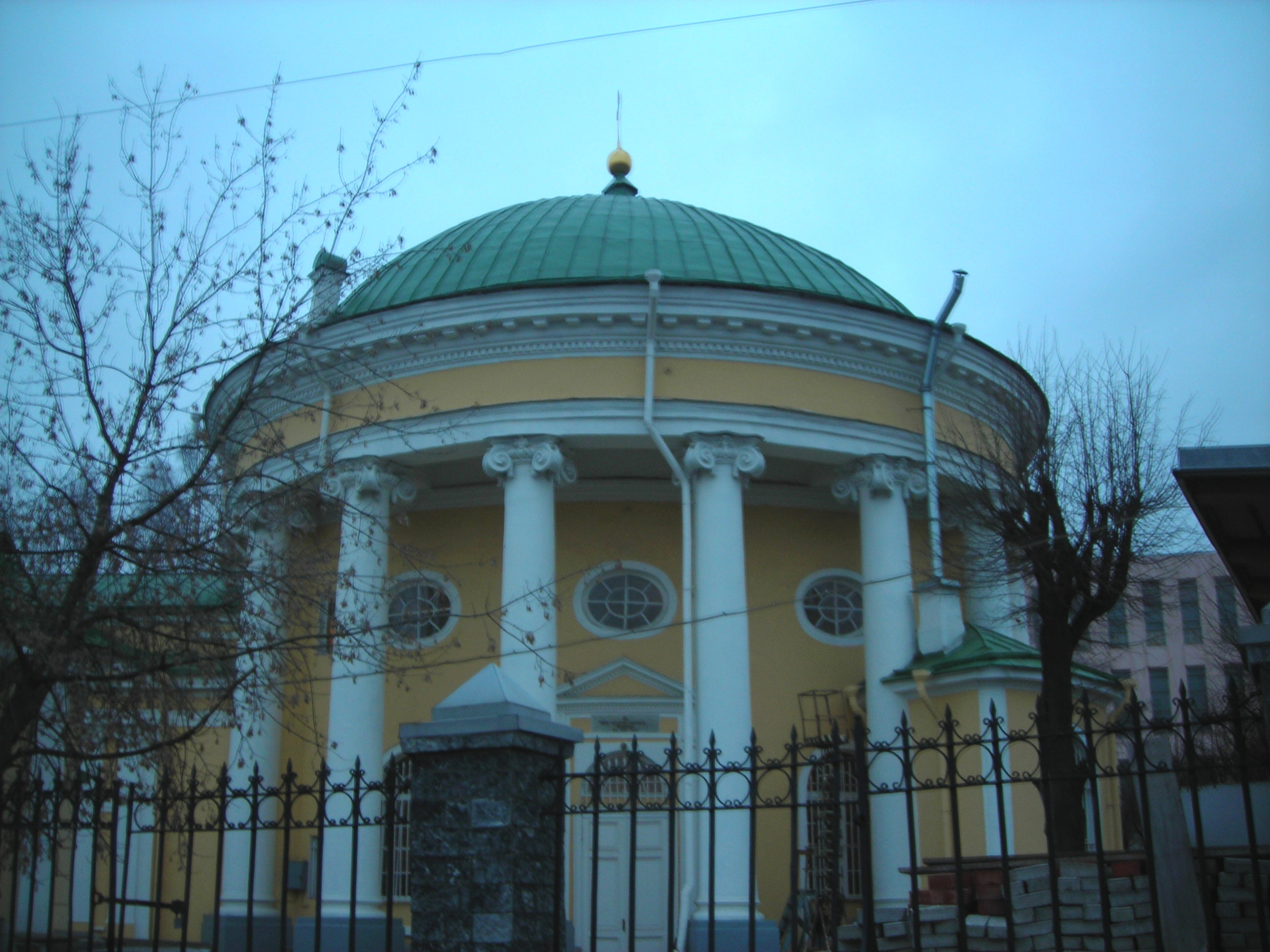
Церковь, имитирующая форму кулича
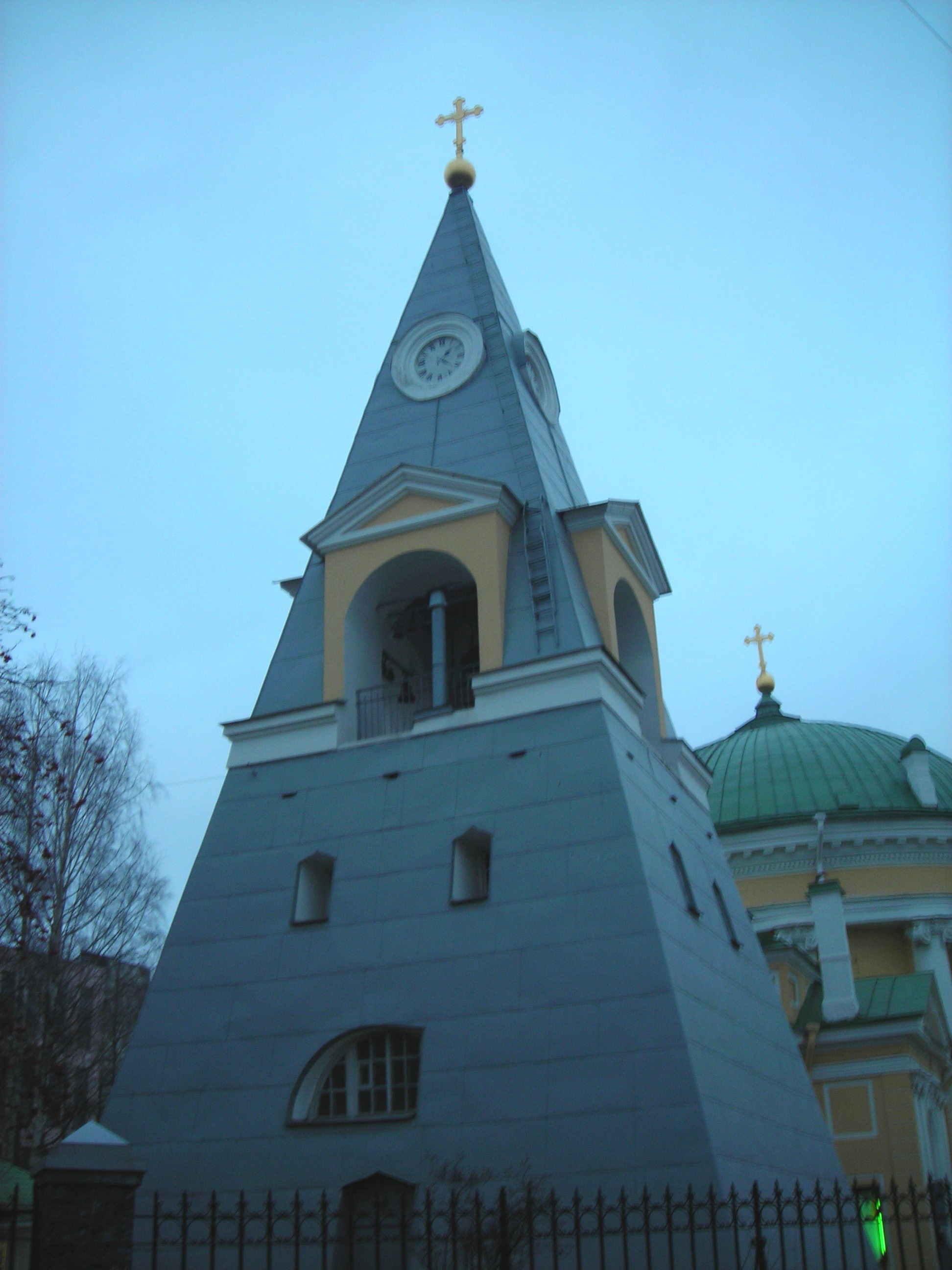
Колокольня, имитирующая форму пасхи

Колокольня, имитирующая пасху, представляет собой четырёхгранную пирамиду, покрытую металлическими листами и разделённую на два яруса. Яруса на фасадах отделены друг от друга карнизом. В нижнем ярусе располагается крестильня, в верхнем — звонница с колоколами. В крестильне, в верхней части всех четырёх стен, имеется по два маленьких окна. Звонница в колокольне устроена следующим образом: в качестве проёмов с четырёх сторон колокольни в стенах устроены небольшие арки, в нижней части огражденные металлической решёткой. Толщина арок увеличивается по мере наклона стены, верх арок декорирует сандрик. Выше звонницы на всех стенах колокольни нарисованы небольшие циферблаты (при этом каждый из них «показывает» разное время). Венчает колокольню, как и церковь, яблоко с крестом.

## Духовенство
- Почетный настоятель — протоиерей Виктор Голубев
- Настоятель — иерей Георгий Голубев
- Протоиерей Василий Морозов
- Иерей Пётр Борисов
- Иерей Андрей Лещик
- Иерей Виктор Алексеев
- Протодиакон Василий Кулев
- Диакон Евгений Зуб[9]

## Прочие сведения
1 марта 2010 года Центральный банк России выпустил в обращение памятную монету номиналом 3 рубля с изображением церкви Святой Троицы («Кулич и Пасха») в серии «Памятники архитектуры России». Монета изготовлена из серебра 925-й пробы тиражом 10000 экземпляров и весом 31,1 грамм.
В 2011 году, без согласования с КГИОП, в охранной зоне храма − памятника федерального значения − был надстроен вторым этажом церковный дом, построенный двадцатью годами ранее на месте деревянного сарая. Незаконная новостройка грубо нарушила исторический архитектурный ансамбль церкви.